# بيم موليير
فيليم جوهان هيرمان موليير، المعروف باسم بيم موليير (10 مارس 1865 - 12 أبريل 1954) أحد الشخصيات البارزة في تاريخ الرياضة في هولندا.
يعتبر هو المؤسس الروحي والفعلي لكرة القدم الهولندية وأول من أدخلها هولندا عن طريق الإنجليز، وأنشأ أول فريق كرة قدم 1879 وكان عمره حين ذاك 14عام. ثم اتجه لألعاب القوة ليصبح بطلا حينها في هولندا. وأسس أول أتحاد كرة قدم وألعاب قوى وهو في عمر 24 عام. وأصبح حينها رئيس الاتحاد عام 1889 ثم في عام 1913 أنشأ بمساعدة اتحاد الكرة أول دوري فعلي.
أسس نادي Koninklijke HFC الرياضي في عام 1879 وأول نادي تنس في هولندا عام 1884. كما نظم أول مسابقة لألعاب القوى وقدم لعبة الكريكيت والهوكي في هولندا.